# Fireman Sam (videogioco)
Fireman Sam, sottotitolato The Hero Next Door solo nelle schermate introduttive, è un videogioco tratto dalla serie animata britannica Sam il pompiere (Fireman Sam), pubblicato nel 1991 per Amstrad CPC, Commodore 64 e ZX Spectrum dalla Alternative Software. Si basa sulla guida del camion dei pompieri e su alcuni sottogiochi d'azione.

## Modalità di gioco
Sam e la sua squadra iniziano alla caserma dei pompieri e devono svolgere vari compiti che vengono assegnati uno alla volta, sotto forma di testo in inglese in un riquadro sul fondo dello schermo che imita la carta di una stampante. Il luogo dell'emergenza dev'essere raggiunto guidando il camion dei pompieri per le vie deserte della cittadina di Pontypandy. Non ci sono indizi sulla posizione dei luoghi richiesti, che si impara cercandoli. La città è un piccolo labirinto multischermo con visuale dall'alto. Il camion può viaggiare solo in orizzontale o verticale, spingendo i controlli nella direzione voluta; lo sterzo è automatico, purché ci sia spazio di manovra. Se si sbatte contro i bordi il camion si ferma senza danni.
Sono possibili quattro tipi di compiti, di cui tre svolti in schermate a parte con visuale di lato:
- Spegnere un incendio, regolando il getto della manichetta con la frequenza di agitazione dei comandi destra-sinistra.
- Liberare Norman che ha la testa incastrata in un'inferriata, usando l'agitazione rapida dei comandi destra-sinistra per forzare le sbarre.
- Recuperare un aquilone impigliato in cima al negozio di Dilys Price; è una sequenza a piattaforme dove Sam deve risalire la facciata del negozio ed evitare vari oggetti mobili, usando scalette e salti.
- Trovare diversi oggetti smarriti sulle strade (avviene senza scendere dal camion).

C'è un tempo limitato per ogni compito. Completato o fallito il compito, si deve tornare comunque alla caserma per riceverne un altro. In caso di fallimento si riceve un'ammonizione e alla terza la partita termina.
Sono disponibili due livelli di difficoltà generale.
Il tema musicale nelle schermate introduttive è la sigla della serie animata.